# آلفی ویلیامز
آلفی ویلیامز (انگلیسی: Alfie Williams؛ زادهٔ ۳ ژانویه ۲۰۱۱) بازیگر اهل انگلستان است. او نقش اصلی را در فیلم ۲۸ سال بعد (۲۰۲۵) و همچنین دنبالهٔ آن ۲۸ سال بعد: معبد استخوان (۲۰۲۶) ایفا کرده است.

## اوایل زندگی
آلفی ویلیامز در ۳ ژانویه ۲۰۱۱ در نیوکسل اپون تاین، انگلستان به دنیا آمد. او در نزدیکی نیوکسل بزرگ شد و در همان منطقه تحصیل کرد. پدر او، آلفی دابسون که خود بازیگر است، الهام‌بخش اصلی ویلیامز برای ورود به دنیای بازیگری بود. ویلیامز از سنین پایین به بازیگری علاقه نشان داد.
در سن شش سالگی، نقش اسکروج را در اجرای مدرسه‌ای نمایش سرود کریسمس اثر چارلز دیکنز بازی کرد. او برای این نقش، نسخه کلاسیک فیلم را تماشا کرد و با دقت روی لهجه‌اش کار کرد. این تجربه، علاقه‌اش را به بازیگری به‌عنوان یک مسیر شغلی قطعی کرد.
ویلیامز مدتی در یک مدرسهٔ بازیگری تحصیل کرد، اما به زودی آن را ترک کرد، چون تمرکز اصلی آموزش‌ها بر تئاتر موزیکال بود، در حالی که او به بازی در فیلم و تلویزیون علاقه‌مند بود. از هفت سالگی به‌طور فعال در آزمون‌های بازیگری شرکت می‌کرد و خیلی زود نخستین نقش‌هایش را در تبلیغات تلویزیونی به دست آورد.